# Feketefejű tangara
A feketefejű tangara (Tangara cyanoptera)  a madarak osztályának verébalakúak (Passeriformes) rendjébe és a tangarafélék (Thraupidae) családjába tartozó  faj.
Magyar neve forrással nincs megerősítve, lehet, hogy az angol Black-headed tanager fordítása csak.

## Rendszerezése
A fajt William John Swainson angol ornitológus írta le 1834-ben, a Saltator  nembe Saltator cyanopterus néven. Sorolják a Thraupis nembe Thraupis cyanoptera néven is.

## Alfajai
- Tangara cyanoptera cyanoptera (Swainson, 1834)
- Tangara cyanoptera whitelyi (Salvin & Godman, 1884)[2]

## Előfordulása
Brazília délkeleti részén, az Atlanti-óceán partvidékén honos. Természetes élőhelyei a szubtrópusi és trópusi síkvidéki esőerdők, valamint másodlagos erdők. Állandó, nem vonuló faj.

## Megjelenése
Testhossza 13 centiméter.

## Életmódja
Gyümölcsökkel táplálkozik.

## Természetvédelmi helyzete
Az elterjedési területe nagyon nagy, de csökken, egyedszáma szintén csökken. A Természetvédelmi Világszövetség Vörös listáján mérsékelten fenyegetett fajként szerepel.